# Mrs. Ples

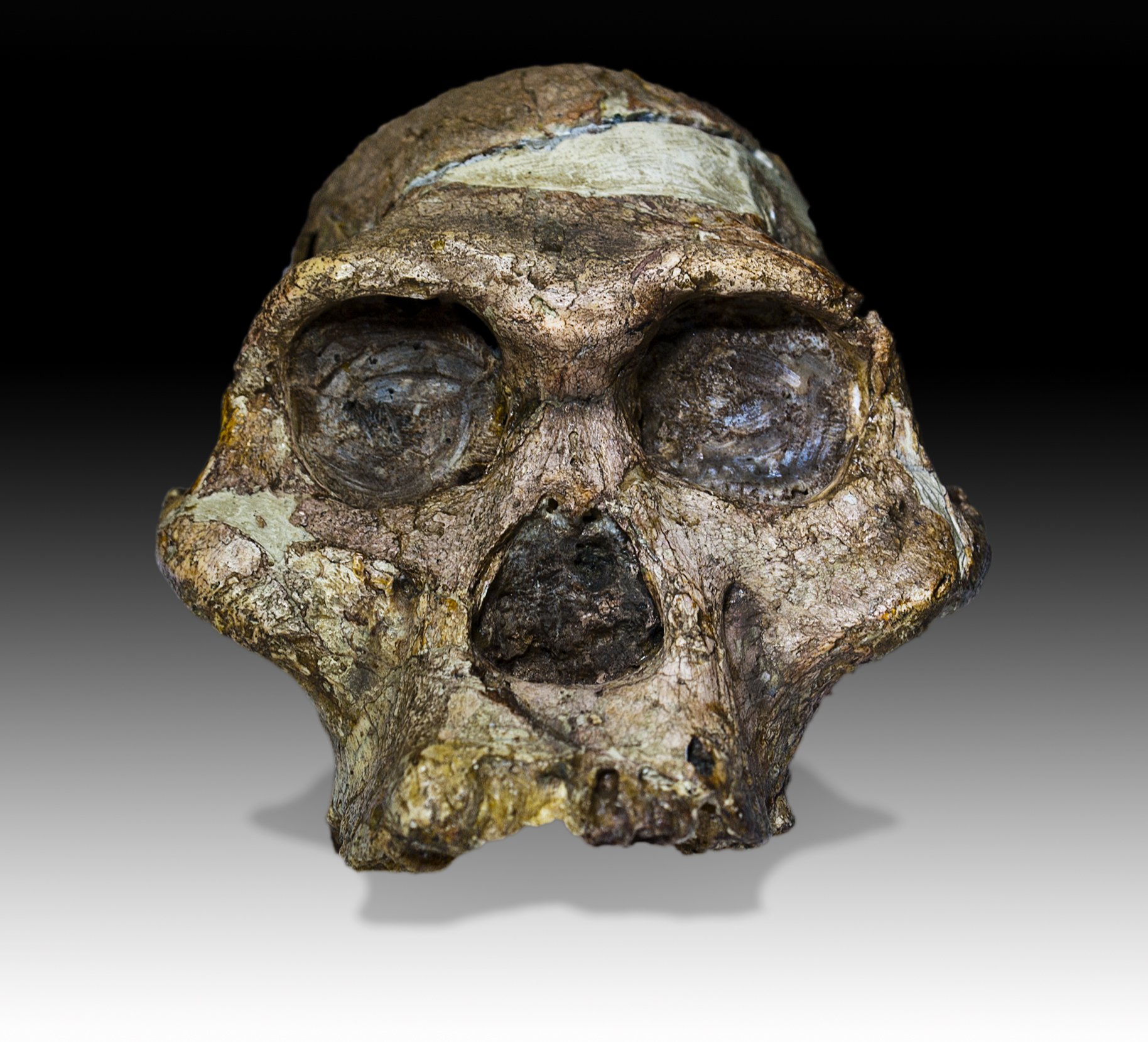
Australopithecus africanus

Mrs. Ples is de bijnaam van een tussen 2,6 en 2,8 miljoen jaar oude schedel van een Australopithecus africanus. Het is de meest complete schedel die ooit van deze voorloper van de moderne mens is teruggevonden. De schedel werd gevonden in Zuid-Afrika, in het gebied rond Sterkfontein, ongeveer 70 kilometer ten zuiden van Pretoria. Mrs. Ples werd gevonden in april 1947 door Robert Broom en John Robinson en is gecatalogiseerd met de code STS 5.
Het geslacht van de mensachtige is niet helemaal zeker. Verder heeft röntgenonderzoek uitgewezen dat de wortels van de kiezen niet volledig volgroeid waren, wat weer de suggestie wekt dat het om een adolescent gaat. De naam Ples komt van de wetenschappelijke naam die door Broom in eerste instantie aan de mensachtige was gegeven, Plesianthropus transvaalensis (bijna-mens uit de Transvaal).
In hetzelfde jaar waarin de schedel gevonden werd, werd er in de buurt een deel van een skelet gevonden zonder schedel, gecatalogiseerd als STS 14. Er zijn experts die beweren dat het heel goed mogelijk is dat beide resten bij elkaar horen. Als dat waar is dan zou Mrs. Ples de Zuid-Afrikaanse tegenhanger zijn van het beroemde fossiel van Lucy, dat gevonden werd in Ethiopië.
In 2004 werd Mrs. Ples gekozen in de lijst van de Grootste Zuid-Afrikaners, ze kwam op de 95e plaats.

## Voorlopers en oude verwanten van de mens
| Voorlopers en oude verwanten van de mens | Voorlopers en oude verwanten van de mens | Voorlopers en oude verwanten van de mens |
| Fossiel voorkomen                        | Geslacht                                 | Soorten |
| ---------------------------------------- | ---------------------------------------- | --- |
| 7 - 4,4 Ma                               | Sahelanthropus                           | Sahelanthropus tchadensis |
| 7 - 4,4 Ma                               | Orrorin                                  | Orrorin tugenensis |
| 7 - 4,4 Ma                               | Ardipithecus                             | Ardipithecus ramidus · Ardipithecus kadabba |
| 4,3 - 2 Ma                               | Australopithecus                         | A. anamensis · A. afarensis · A. bahrelghazali · A. africanus · A. garhi · A. sediba |
| 3,5 Ma                                   | Kenyanthropus                            | Kenyanthropus platyops |
| 2,5 - 1 Ma                               | Paranthropus                             | P. aethiopicus · P. boisei · P. robustus |
| tot heden                                | Homo                                     | H. antecessor · H. cepranensis · H. denisova · Homo erectus (Javamens · Pekingmens) · H. ergaster · H. floresiensis · H. gautengensis · H. georgicus · H. habilis · H. heidelbergensis · H. helmei · H. neanderthalensis · H. rhodesiensis · H. rudolfensis · Homo sapiens (H. s. idaltu · Cro-magnonmens · Red Deer Cave-mensen) |